# María Pry
María del Mar Fernández Montero (Bormujos, Sevilla, España; 28 de septiembre de 1984), más conocida como María Pry, es una entrenadora de fútbol española y exfutbolista. Dirigió al Real Betis Balompié de la Primera Iberdrola de España. En 2018, fue galardonada por la Real Federación Española de Fútbol con el Premio Ramón Cobo al mejor entrenadora de la Primera Iberdrola. Posee la licencia UEFA Pro de Entrenador Nacional de Fútbol.

## Biografía
Nacida el 28 de septiembre de 1984, María Pry, sevillana de Bormujos, comenzó su relación con el mundo del deporte gracias a la natación. Disfrutando de esta modalidad deportiva compitió en categoría nacional hasta la edad de 14 años con el Castalla, equipo de Castilleja de la Cuesta (Sevilla). Posteriormente, Pry inició su trayectoria como futbolista y más tarde, como entrenadora. 
Pry es licenciada en Ciencias de la Actividad Física y el Deporte (2005-2009, Universidad Pablo de Olavide, Sevilla) y cuenta, además, con las siguientes titulaciones:[cita requerida]
- Técnico Superior en Animación y Actividades Físicas y Deportivas (2003-2005).
- Entrenador de Fútbol de nivel I, Universidad Pablo de Olavide - CEDIFA - RFEF (2008).
- Entrenador de Fútbol nivel II, Universidad Pablo de Olavide - CEDIFA - RFEF (2010-2011).
- Entrenador Nacional de Fútbol, Pro UEFA - CEDIFA - RFEF (2013).
- Máster en Formación del Profesorado de Educación Secundaria, con especialidad en Educación Física, Universidad Isabel I, Burgos (2015-2016).
- Entrenadora nacional de pádel.
- Quiromasajista deportivo y superior.
- Curso superior de analista y scouting en fútbol - Hi Fútbol - Universidad Camilo José Cela.

Además, Pry ha sido desde 2014 directora pedagógica del Centro Técnico Deportivo al-Ándalus (EDRES, TSAAFD y TECO), así como docente habitual en diversos programas y cursos nacionales e internacionales, tanto presenciales como de la modalidad e-learning, relacionados con el ámbito técnico o con la gestión deportiva.[cita requerida]

## Trayectoria profesional

### Como jugadora
María Pry inició su carrera en el Castilleja CF, siendo por aquel entonces el único equipo femenino de fútbol que había en el Aljarafe sevillano. En el municipio de Castilleja de la Cuesta es habitual que los jóvenes se llamen entre ellos “los pri”, de ahí el origen de ‘María Pry’.
Como jugadora también militó en el CD Ñaque, en el Dos Hermanas CF y en el CD Híspalis. Posteriormente, pasó a formar parte del Sevilla FC Femenino, donde estuvo hasta 2008, el mismo año en que decidió dedicarse a ser entrenadora y se convirtió en la encargada del equipo femenino de fútbol 7 del Sevilla FC, preparando a niñas de entre 12 y 13 años.[cita requerida]

### Como entrenadora

#### Sevilla Fútbol Club
En 2008, María Pry decidió colgar las botas como jugadora para iniciar su carrera como entrenadora al finalizar la temporada. Pry se proclamó campeona de Liga y de la Copa de Primavera (2008/09) con el equipo femenino de fútbol 7. Tenía sólo 24 años. A la siguiente temporada, en el Sevilla FC le ofrecieron ser la preparadora física del equipo filial femenino, pero cuando el entrenador se marchó una semana antes de que comenzara la temporada, ella se hizo cargo de las funciones de entrenadora del plantel.[cita requerida]
Después de llevar sólo una temporada en ese cometido, fue elegida para dirigir al primer equipo femenino, del que formaban parte muchas jugadoras de las que había sido compañera de plantilla poco antes. El equipo descendió y compitió en la segunda división la temporada siguiente. Al final de esa campaña, en 2012, regresó nuevamente a la máxima categoría, Superliga Femenina. Tras disputar la promoción con el Sevilla, Pry y el club decidieron separar sus caminos. Ella se fue sin tener acuerdo alguno con otro equipo.[cita requerida]

#### Real Betis Balompié
María Pry entrenó al Real Betis Balompié Femenino desde 2012 hasta 2019, llevando al equipo a proclamarse campeón de Liga dos años consecutivos. En uno de ellos consiguió también, invicto, el ascenso a la Primera División. Fue subcampeona de Andalucía con el conjunto verdiblanco tanto en la temporada 2015/16 como en la 2016/17. El Betis ocupó el sexto puesto de la clasificación en la máxima categoría en sus dos últimas temporadas al frente del mismo. Además, ejerció de coordinadora de la sección femenina del club.[cita requerida]
En 2018, María Pry recibió el Premio Ramón Cobo al Mejor Entrenador de la Liga Iberdrola, galardón que el Comité Nacional de Entrenadores de la Real Federación Española de Fútbol (RFEF) entrega cada año, desde 2011, a los técnicos más destacados del fútbol español. "La importancia de este premio radica en que no se otorga únicamente por la competición, la posición que se ocupa al final o que haya un ascenso. La importancia de este premio radica en los valores, los que Ramón Cobo ha pregonado durante toda su vida como jugador y entrenador", comentó Luis Rubiales, presidente de la RFEF, durante la entrega del galardón.
María Pry permaneció en el Betis durante siete temporadas, despidiéndose el 9 de mayo de 2019 en el estadio Benito Villamarín. Pry estuvo acompañada durante la misma por la consejera de la sección femenina del club, María Victoria López; por el responsable de secciones, Pablo Vilches; por las jugadoras de la primera plantilla del Real Betis Féminas; por el vicepresidente deportivo de la entidad, Lorenzo Serra Ferrer; y por el presidente de la Fundación Real Betis, Rafael Gordillo, entre otras personas.

#### Levante Unión Deportiva
Antes de firmar por el Levante Femenino, María Pry recibió una oferta para hacerse cargo del banquillo de un club masculino de Tercera División. Sin embargo, como ya había alcanzado un acuerdo verbal con el club valenciano, la sevillana optó por declinarla. El Levante hizo oficial su incorporación el 4 de junio de 2019.
En la temporada 2019/20, el Levante ocupó el tercer puesto de la clasificación en la Liga Iberdrola. Pry se despidió del Levante el 29 de junio de 2021.

#### Madrid Club de Fútbol Femenino
Después de un breve periodo entrenando en Chile al Santiago Morning Femenino, el 26 de enero de 2022, regresa a España de la mano del Madrid CFF.

#### Real Betis Balompié
Regresa al Real Betis la temporada 2023-24. Fue destituida en el transcurso de esa misma temporada, por los resultados negativo cosechados, llegando a un acuerdo con el Club, para continuar al frente de la dirección deportiva.
"En esta ocasión la situación del equipo 15º clasificado con sólo 15 puntos en su casillero a 9 jornadas del final de la competición, ha obligado a la entidad a tomar la drástica decisión".

#### Resumen
| Temporada | Club                         | Liga                                | País   |
| --------- | ---------------------------- | ----------------------------------- | ------ |
| 2009-2012 | Sevilla FC Femenino          | Primera División Femenina de España | España |
| 2012-2019 | Real Betis Balompié Femenino | Primera División Femenina de España | España |
| 2019-2021 | Levante UD Femenino          | Primera División Femenina de España | España |
| 2021      | Santiago Morning Femenino    | Primera División Femenina de Chile  | Chile  |
| 2022-2023 | Madrid CFF                   | Primera División Femenina de España | España |
| 2023-2024 | Real Betis Balompié Femenino | Primera División Femenina de España | España |

## Títulos

### Palmarés como jugadora
- Campeona de Andalucía con la Selección Sevillana.
- Subcampeona de España con la Selección Andaluza.
- Campeona de España con la Selección Andaluza.
- Campeona de Liga Provincial con el Dos Hermanas CF y con el Sevilla FC y ascenso a Liga Nacional.
- Campeona de Segunda División con el Dos Hermanas CF. Su equipo fue eliminado por el Rayo Vallecano en la fase de ascenso a Primera División Femenina.
- Subcampeona de Liga con el Sevilla FC (perdieron el título de Liga por un gol).

### Palmarés como entrenadora
Sevilla FC Femenino
- Consecución del título de Liga (segunda división femenina) con el Sevilla FC y campeona en la Liga de Ascenso (ascenso conseguido a Superliga Femenina): 2012.

Real Betis Balompié Femenino
- Consecución del título de Liga (segunda división femenina) con el Real Betis Balompié y subcampeona en la Liga de Ascenso: 2015.
- Consecución del título de Liga con el Real Betis Balompié y campeona en la Liga de Ascenso (ascenso conseguido a Primera División Femenina): 2016.
- Subcampeona de Andalucía con el Real Betis Balompié: 2016, 2017.

Levante UD Femenino
- Subcampeona de la Supercopa de España femenina con el Levante UD: 2021
- Subcampeona de la Copa de la Reina con el Levante UD: 2021

Santiago Morning Femenino
- Subcampeona de la Primera División Femenina de Chile con Santiago Morning: 2021